# پارک گرامرسی
پارک گرامرسی (به انگلیسی: Gramercy Park) نام پارکی خصوصی و منطقهٔ مسکونی پیرامون آن در منهتن برو نیویورک است.